# Alfonso Daniel Rodríguez Castelao

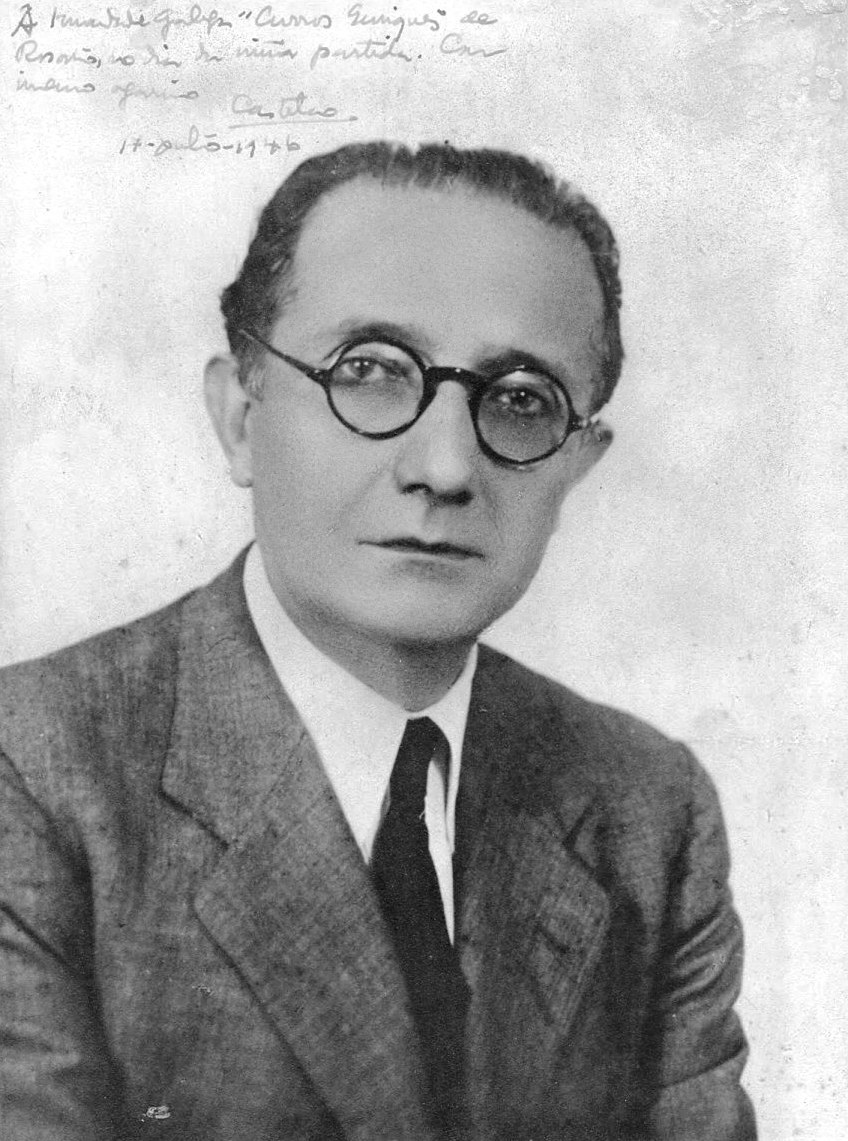
Castelao

Alfonso Daniel Rodríguez Castelao (* 30. Januar 1886 in Rianxo, Galicien, Spanien; † 7. Januar 1950 in Buenos Aires, Argentinien; Pseudonym: Castelao) war ein galicischer Schriftsteller, Karikaturist, Zeichner, Arzt und Politiker sowie einer der Begründer des galicischen Nationalismus.

## Leben

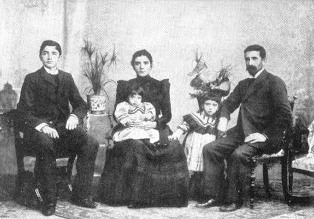
Castelao, links, kurz vor seiner Rückkehr nach Galicien mit Eltern und Schwestern in Buenos Aires

Alfonso Daniel Rodríguez Castelao war Sohn des Fischers Manuel Rodríguez Dios und Joaquina Castelao Genme. Als er drei Monate alt war, emigrierte sein Vater nach Argentinien. Ende 1885 folgten ihm Alfonso Daniel und seine Mutter, um zusammen in Bernasconi, in der Provinz La Pampa, zu leben. Dort blieb Castelao bis 1900 und entdeckte, seinen eigenen Aussagen nach, beim Lesen der Wochenzeitung Caras y caretas seine Vorliebe für Karikaturen.

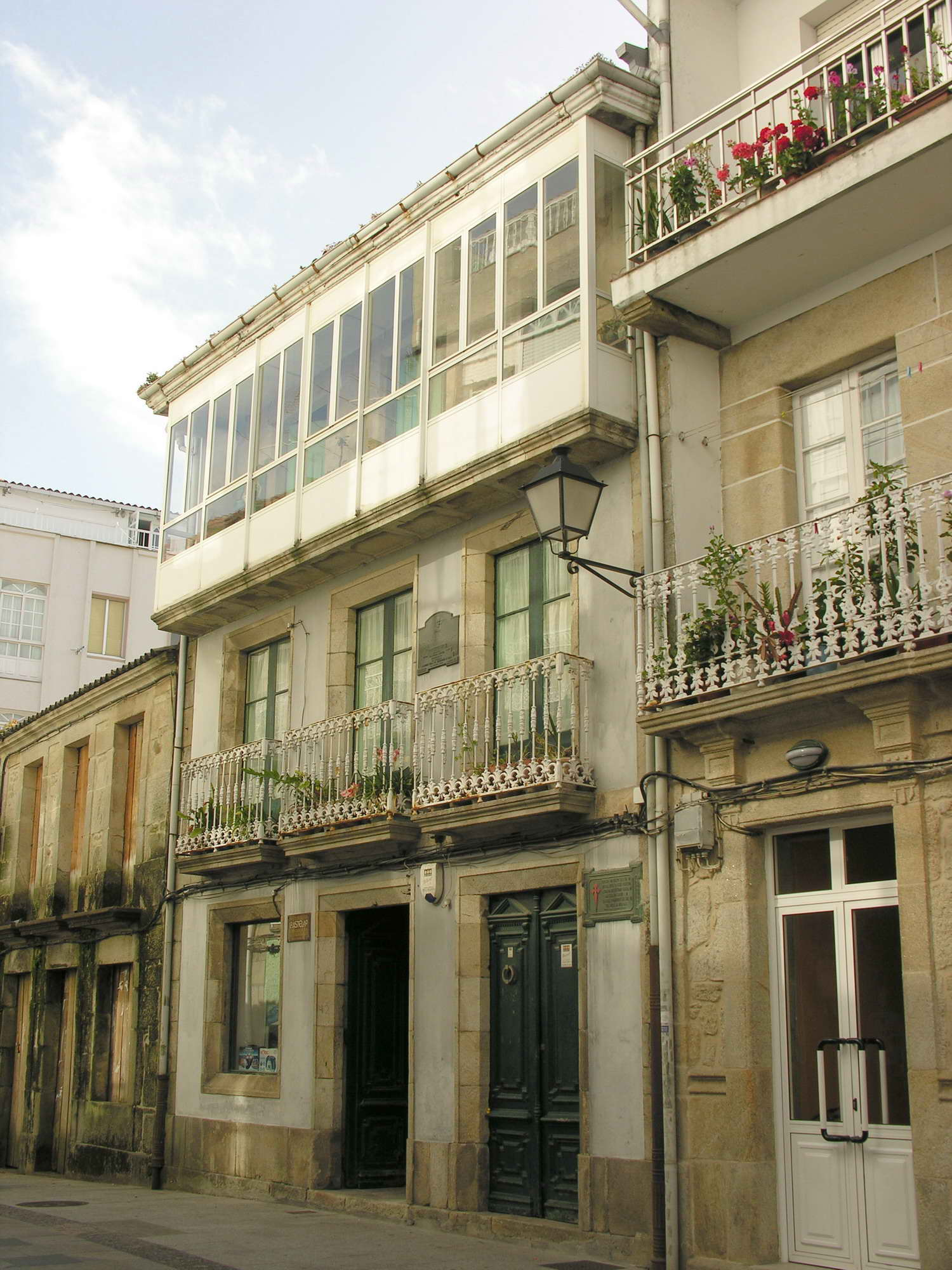
Das Haus der Familie Castelaos in Rianxo

1900 kehrte er in seine Geburtsstadt Rianxo zurück und studierte von 1903 bis 1908 an der Universität Santiago de Compostela Medizin. Während seiner Studienjahre verstärkte sich sein Interesse für das Malen und Zeichnen, insbesondere von Karikaturen. 1908 stellte er seine Zeichnungen in Madrid aus und begann mit der Zeitschrift Vida Gallega zusammenzuarbeiten. Von 1909 bis 1910 promovierte er in Madrid, nahm an der 3. nationalen Humoristenausstellung teil und arbeitete als Illustrator für El Cuento Semanal.
1910 spezialisierte er sich in Geburtshilfe und kehrte daraufhin in seine Heimatstadt zurück. In dieser Episode seines Lebens begründete er die Wochenzeitung El Barbero Municipal (1910–1914) mit, in der er die galicische Kazikenherrschaft kritisierte.
1911 gab er in Vigo seine erste Konferenz über Karikaturen, 1912 schloss er sich der Bewegung Acción Gallega (Galicische Aktion) an und heiratete im Oktober desselben Jahres Virxinia Pereira. In jenen Jahren veröffentlichte er seine Karikaturen in verschiedenen Zeitungen und gewann so an Popularität.
1916 erhielt er eine Anstellung beim geografischen statistischen Institut in Pontevedra und beteiligte sich in jenen Jahren an der Gründung der lokalen Abteilung der galicisch-nationalistischen Bewegung Irmandades da Fala (Bruderschaften der Sprache).
Zusammen mit Vincente Risco, Otero Pedrayo und anderen gründete er die Zeitschrift Nós (Wir), in deren Umfeld zwischen 1920 und 1936 das kulturelle und politische Leben Galiciens gedieh.
Im Januar 1921 reiste er durch Frankreich, Belgien und Deutschland, um die Kunst dieser Länder näher kennenzulernen. Das Tagebuch dieser Reise veröffentlichte er zu Teilen in der Zeitschrift Nós. In Buchform erschien es posthum 1977 mit dem Namen Diario 1921 (Tagebuch 1921). 1926 wurde er zum Mitglied der königlich galicischen Akademie ernannt.
Im Januar 1928 verstarb im Alter von elf Jahren sein Sohn Alfonso. Im gleichen Jahr ging er mit seiner Frau auf Studienreise in die Bretagne,
um die bretonischen Steinkreuze zu erforschen. Das Ergebnis dieser Reise veröffentlichte er im Mai 1930 in dem Buch As Cruces de Pedra na Bretaña (Die Steinkreuze in der Bretagne). 1931 wurde er als unabhängiger Galicist in das Parlament der Zweiten Spanischen Republik gewählt und begründete die galicistische Partei Partido Galeguista mit.
Wegen seiner Mitgliedschaft in der galicischen Akademie wurde er im November 1934 nach Badajoz verbannt. Während seines Aufenthalts dort schrieb er eine Reihe von Artikeln für A Nosa Terra (Unser Land), das Sprachrohr der galicistischen Partei, die er später in sein Werk Sempre en Galiza (Immer in Galicien) einbaute. Im September 1935 wurde seine Ausweisung aufgehoben, und 1936 wurde er als Kandidat der Frente Popular ('Volksfront') erneut in das Parlament gewählt. Bei der Werbekampagne für das galicische Autonomiestatut von 1936 nahm er eine herausragende Stellung ein.
Der Militärputsch von 1936, der im Spanischen Bürgerkrieg mündete, überraschte ihn in Madrid, worauf er Ende 1936 nach Valencia und später nach Barcelona zog. 1938 emigrierte er zunächst nach New York und schließlich 1940 nach Buenos Aires. In der Folge beteiligte er sich unter anderem an der galicischen Exilregierung in Paris.
Am 7. Januar 1950 verstarb er in Buenos Aires. Seine sterblichen Überreste wurden 1984 nach Galicien überführt.

## Künstlerisches und literarisches Schaffen

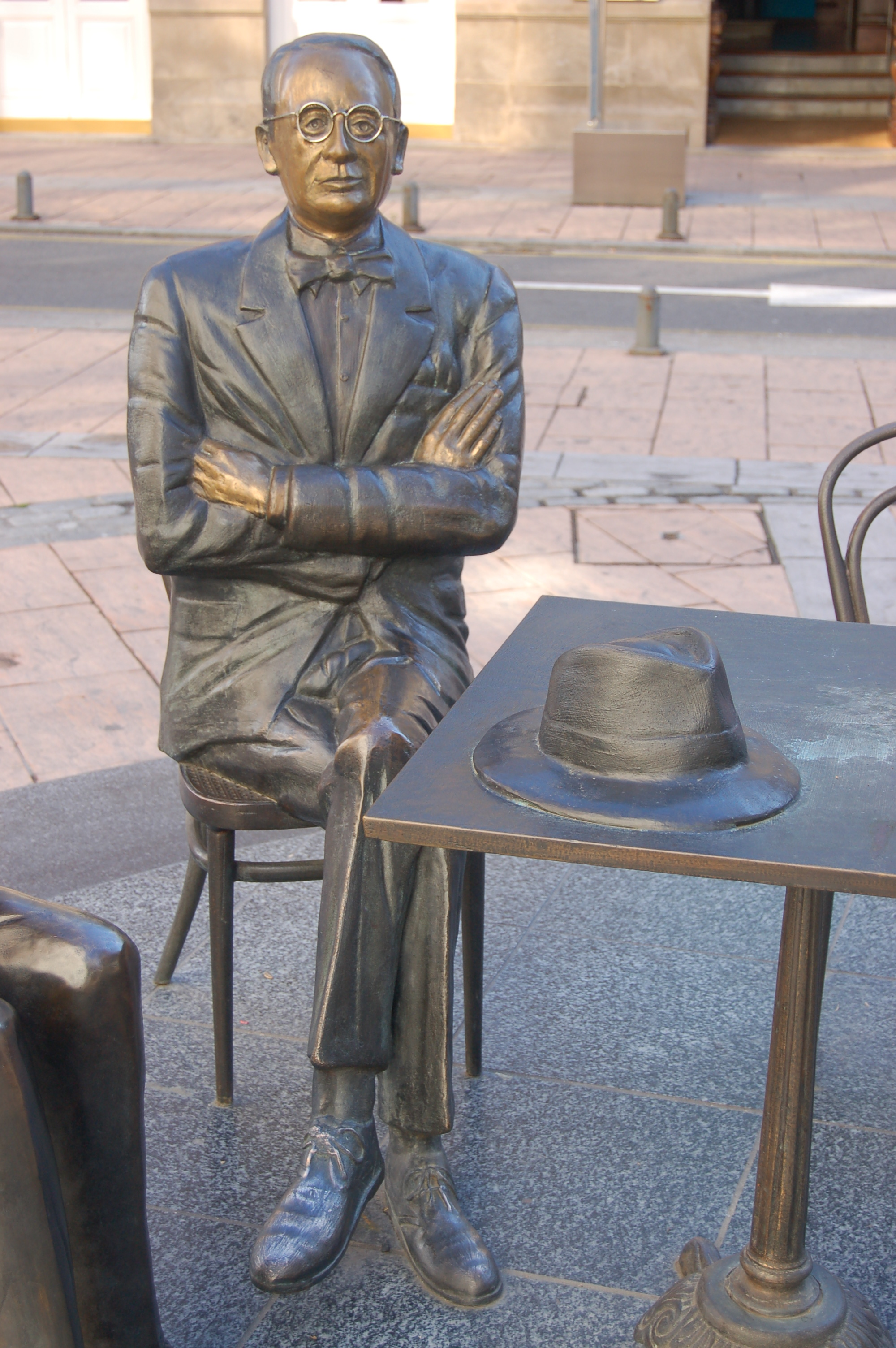
Statue Castelaos in Pontevedra.

Neben seiner politischen Laufbahn war Castelao vielseitig, als Romanautor, Zeichner, Karikaturist, Maler, und Kunsttheoretiker aktiv. In seinem Werk spiegelten sich stets seine Weltanschauung und sein Einsatz für die galicische Bewegung wider. Im Exil während des Franquismus schrieb er den politischen Essay Sempre en Galiza, welcher zum zentralen Text des galicischen Nationalismus wurde.
Seine von knappen Texten begleiteten Zeichnungen beschreiben das rurale Galicien, das Kazikentum, das leidende galicische Volk, Arme, Blinde und Obdachlose aus einer realistischen und kritischen aber zugleich humorvollen Sicht. Im Album Nós sammelte er Zeichnungen aus der Zeit von 1916 bis 1918, die späteren Alben handeln von den Schrecken des Bürgerkriegs.
Sein erstes narratives Werk waren die kurzen Erzählsequenzen aus jenseitiger Perspektive unter dem Titel Un ollo de vidro. Memorias dun esquelete (ein Glasauge. Erinnerungen eines Gerippes) von 1922, mit Titelbild und 6 Lithographien von Hand des Autors. Die Schreibfiktion – das Gerippe bringt zu Papier, was das Glasauge zu Lebzeiten sehen konnte – setzt kreativ das Konzept von Humorismus um, das Castelao in seinem Vortrag Humorismo. Dibuxo humorístico. Caricatura im März 1920 vertritt. Mit Cousas (Dinge), Retrincos (Scherben) und Os dous de sempre (die ewig gleichen Zwei) und als Höhepunkt Sempre en Galiza erschuf er ein für die galicische Literatur einzigartiges Gesamtkunstwerk, in dem er Literatur, Politik und die theoretische Grundlage der galicischen Bewegung verband. In seiner literarischen Sicht der Dinge pflegte er mit sarkastischem, teils groteskem Humor die Stereotype des costumbrismo zu enthüllen.

## Politische Ansichten
Castelao war galicischer Nationalist, Föderalist, Pazifist, Anhänger des Progressivismus und Internationalist. Die Galicien von der zweiten spanischen Republik gewährte Autonomie sah er als Mittel zur Gründung eines galicischen Staates im Verbund mit anderen iberischen Nationen. Zudem war er überzeugter Anhänger eines vereinten Europas.

### Konzept Spaniens
Castelao benutzte stets die Bezeichnung Hespaña, abgeleitet von Hispania, dem lateinischen Namen für die iberische Halbinsel, anstelle von España (Spanien), womit er sich allerdings nicht nur auf das Land, sondern auf die gesamte iberische Halbinsel bezog. Seine Idee von Hespaña war die einer Föderation iberischer Nationen, und zwar Kastilien, Katalonien, das Baskenland, Portugal und Galicien. Dies forderte er sowohl von politischer als auch kultureller Seite.
Das klassische Modell des iberischen Föderalismus lehnte er ab, da dieses die Vereinigung der beiden iberischen Staaten Spanien und Portugal als solcher, und nicht sein Konzept der fünf iberischen Nationen beinhaltete. Er wies darauf hin, dass es nötig sei, dass der spanische Staat zerbrechen müsse, damit die einzelnen Nationen in Form von Freistaaten zusammenfinden könnten. Ihm zufolge stand Spanien unter einem unverhältnismäßig hohen Einfluss Kastiliens, welches im Begriff war, die anderen Nationen und Regionen zu übernehmen.
In den letzten Jahren seines Lebens vertrat Castelao hingegen die Idee einer völligen Unabhängigkeit Galiciens, wie aus Sempre en Galiza und anderen seiner Schriften hervorgeht.

## Ansichten zur galicischen Sprache
Obwohl Castelao zweisprachig (Spanisch und Galicisch) war, schrieb und veröffentlichte er beinahe ausnahmslos in galicischer Sprache. Als Verfechter der galicischen Sprache und Kultur betrachtete er die Sprache als Bindeglied des galicischen Volkes. Er kritisierte die Auferlegung der spanischen Sprache in Galicien und verlangte, Galicisch sollte Amtssprache und somit die bevorzugte Sprache in Administration und Bildung werden.
Castelao betonte, dass die galicische und die portugiesische Sprache nicht nur einen gemeinsamen Ursprung haben, sondern auch eine gemeinsame Zukunft hätten. Somit vertrat er eine ähnliche Perspektive wie die späteren Reintegrationisten. In seinen Reisen durch Portugal und Brasilien zeigte er sich erstaunt darüber, wie leicht er mit seiner galicischen Muttersprache mit Sprechern des Portugiesischen kommunizieren konnte. Trotzdem verwendete er nie die portugiesische Orthographie.

## Werke
- Cego da romería (1913)
- Diario (1921)
- Un ollo de vidro (1922)
- Memorias dun esquelete (1922)
- Cousas (1926, 1929)
- Cincoenta homes por dez reás (1930)
- As cruces de pedra na Bretaña (1930)
- Nós (1931)
- Os dous de sempre (1934)
- Retrincos (1934)
- Galicia Mártir (1937)
- Atila en Galicia (1937)
- Milicianos (1938)
- Sempre en Galiza (1944)
- Os vellos non deben de namorarse (1941 aufgeführtes Stück, 1953 posthum veröffentlicht)
- As cruces de pedra na Galiza (1950 posthum veröffentlicht)